# Triplophysa minuta
Triplophysa minuta är en fiskart som först beskrevs av Li, 1966.  Triplophysa minuta ingår i släktet Triplophysa och familjen grönlingsfiskar. Inga underarter finns listade i Catalogue of Life.